# Serzy-et-Prin
Serzy-et-Prin è un comune francese di 187 abitanti situato nel dipartimento della Marna nella regione del Grand Est.

## Società

### Evoluzione demografica
Abitanti censiti